# الصحة النفسية في نيوزيلندا

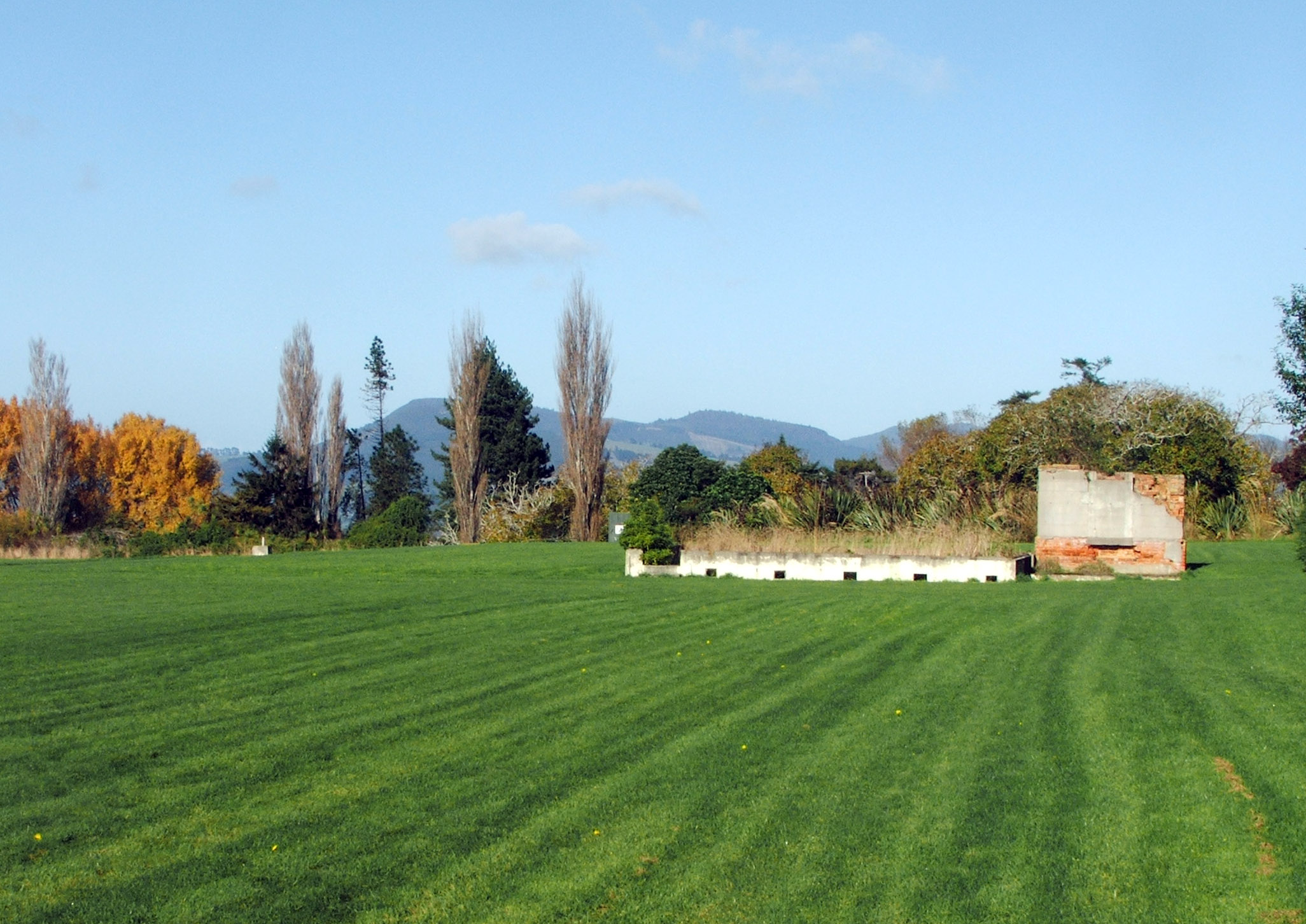
موقع مستشفى سيكليف للأمراض النفسية القديم قرب دنيدن، وقد أصبح الآن منتزها عاما بعد إفراغه من المرضى.

تُواكب أوضاع الصحة النفسية في نيوزيلندا بشكل عام الاتجاهات السائدة في مجال الصحة النفسية بدول منظمة التعاون الاقتصادي والتنمية. حيث يُشجع نمط الحياة في نيوزيلندا ومستوى المعيشة المرتفع فيها، نوعا من العزلة وثقافة الاعتماد على النفس والتي تُثني الأفراد عن طلب المساعدة.
تاريخيا، كان الأشخاص الذين يعانون من مشاكل نفسية يُودَعون في مستشفيات الأمراض النفسية، أما الآن فقد أصبح التركيز موجها نحو رعاية المرضى في إطار ما يسمى الرعاية المجتمعية. وقد ساهم هذا التحول، إلى جانب حملات التوعية العامة في السنوات الأخيرة، في تحسين الصورة النمطية التي يُنظر بها إلى المرضى النفسيين. لكن ومع ذلك، لا تزال الأقليات في نيوزيلندا، ولا سيما الماوري، إضافة إلى فئة الشباب، حاضرة بقوة في الإحصائيات المتعلقة بالصحة النفسية خصوصا ما يتعلق بمعدلات الانتحار.

## تعريف الصحة النفسية
في نيوزيلندا، تُعرف الصحة النفسية على أنها القدرة على التفكير والتصرف بطرق تعزز استمتاع الإنسان بالحياة وتساعده على تجاوز التحديات. وهذا المفهوم يشبه المفهوم الشمولي للصحة لدى الماوري، والذي يُطلقون عليه اسم الهاورا. يسعى التانغاتا فايمورا (أي الأشخاص الباحثون عن العافية في لغة الماوري) إلى تعلم كيفية التكيف مع حالتهم المرضية في حياتهم اليومية، ليتمكنوا من العيش في سعادة ورضى عن النفس.
ويُستخدم مصطلح الرفاه حاليا في التعداد العام كمؤشر على الصحة النفسية العامة.
تصنف الحالات السلبية للصحة النفسية إلى صنفين بحسب مدى تأثيرها السلبي على حياة الفرد. فمشاكل الصحة النفسية تشير إلى مشاكل غير مرغوبة فيها، لكنها لا تؤدي إلى تعطيل الروتين الاجتماعي للفرد. أما الاضطرابات النفسية أو الأمراض النفسية، فهي التي يمكن تشخيصها طبيا، كما وتؤثر بشكل أعمق وأكثر ضررا على حياة الشخص. وتشمل الهلوسات والأوهام والسلوكات العنيفة والاكتئاب والإدمان بكافة أنواعه واضطرابات القلق، وصولا إلى محاولات الانتحار. وتتميز الأمراض النفسية عن مشاكل الصحة النفسية بأنها تؤثر بشكل ملحوظ وسلبي على حياة الشخص.

## تاريخ الصحة النفسية

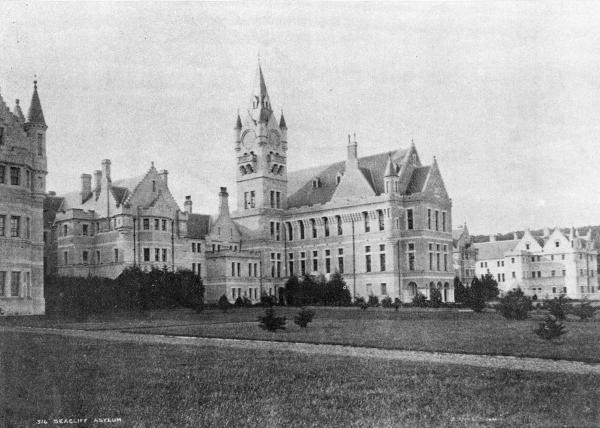
مصح سيكليف للأمراض النفسية، تم بناؤه في سبعينيات القرن التاسع عشر.

منذ تعمير نيوزيلندا (حوالي القرن الرابع عشر الميلادي) وحتى بدايات القرن العشرين، كان معظم الماوري يعتقدون بأن أصل المرض النفسي هو خارق للطبيعة. إلا أن الماوري كانوا يميزون بين المجنون، والمختل عقليا، وذوي الإعاقة الذهنية، والأشخاص الذين يُعتقد أنهم تحت تأثير أرواح أو قوى روحية. لم يُرصد أي ذكر للانتحار في التراث الشفهي للماوري.
بعد وصولهم لنيوزيلندا، وجد العديد من الأوروبيين الحياة في المستعمرة صعبة ومملة، حيث سُجلت عدة حالات من الاكتئاب في صفوف هؤلاء، وبُذلت محاولات عديدة لجعل نيوزيلندا شبيهة ببلدانهم الأصلية. في أربعينيات القرن التاسع عشر، كان الأشخاص المصابون بأمراض نفسية يُسجنون داخل أقسام مخصصة لهم وسط المؤسسات السجنية، دون تقديم أي علاج. إلا أنه قبل إيداعهم هذه الأقسام، كان يُشترط توفر شهادة طبيبين على مرض الشخص نفسيا.

### المستشفيات النفسية
في ستينيات وسبعينيات القرن التاسع عشر، قامت الحكومات الإقليمية بفتح مستشفيات نفسية. كان يُمنح المرضى حرية أكبر مما كان في السابق، وكانوا يُشجعون على العمل والمشاركة في الأنشطة المجتمعية، في تقليد لما هو معمول به في المملكة المتحدة في هذا الجانب. كانت هذه المستشفيات التي بُنيت صغيرة وتقع بالقرب من مراكز المدن، لكن لاحقًا، أصبحت المستشفيات تُبنى بحجم أكبر وفي أماكن معزولة، مثل مستشفى سيكليف للأمراض النفسية. بعض المرضى أُدخلوا إلى هذه المستشفيات لأنهم إما كانوا صعبي التعامل أو لأنه لم يكن هناك مكان آخر يُستقبلون فيه.
العلاج الذي تلقاه المرضى في هذه المصحات لم يكن منتظمًا، ولم يكن لدى الطاقم الطبي أي تدريب طبي. لكن في 1887، أدخل فريدريك تروبي كينغ عدة تحسينات مثل توفير طعام أفضل للمرضى وفرض المزيد من الانضباط على الموظفين. كما قُلص حجم الأجنحة ومُنح المرضى حرية أكبر. لكن وبالرغم من هذه التحسينات، ظلت طرق العلاج قاسية مقارنة بالمعايير الحديثة.
في سنة 1911، أصبح بإمكان الأشخاص أن يلتحقوا بمحض إرادتهم بهذه المصحات النفسية، وأصبح يُطلق على المرضى اسم "نزلاء" بدلًا من "مجانين". وقد ساعد هذا التغيير في تحسين الصورة النمطية العامة المرتبطة بالمرض النفسي. كما خُصصت أقسام منفصلة من المستشفيات للتشخيص والعلاج المبكر. وصُممت هذه المستشفيات بحيث تحتوي على مبانٍ متعددة لتسهيل فصل المرضى حسب العمر والجنس.
بحلول سنة 1916، بدأت تُشيد بيوت انتقالية لإيواء المحاربين القدامى المصابين ب"صدمة القذائف" (اضطراب الكرب التالي للصدمة النفسية)، وهو اضطراب كان يؤدي أحيانًا إلى تعاطي المواد. ساهم التعاطف الشعبي مع هؤلاء الجنود العائدين في تحسين الصورة العامة المرتبطة بالمرض النفسي. كما استُخدمت هذه البيوت كذلك لإيواء الأفراد ذوي الاضطرابات النفسية الطفيفة، مما خفف الضغط عن المستشفيات النفسية. كما بدأ يُمارس الطب النفسي باعتباره تخصصا طبيا، كما فُتح الباب أمام المرضى للعلاج بنظام المواعيد دون الحاجة للمبيت. لكن وبالرغم من كل هذا، استمر التمييز في الوعي الطبي والشعبي بين الأشخاص الذين يعانون من أمراض أو تجارب سيئة، وبين من يُعتبرون مجانين لا يُرجى شفاؤهم.
في ثلاثينيات القرن العشرين، أُدخلت مجموعة من الإجراءات الطبية مثل جراحة الأعصاب، وإنقاص سكر الدم، والمعالجة بالتخليج الكهربائي، كطُرق وأساليب لعلاج المرضى في هذه المستشفيات النفسية.
ورغم أن هذه الإجراءات كانت تُعد سابقة في وقتها، إلا أنها أزيلت من البروتوكول العلاجي لاحقًا بسبب أضرارها الجانبية السلبية، وأيضا للشكوك التي كانت تحوم حول نجاعتها كوسائل علاجية في مثل هذه الحالات. في أواخر الثلاثينيات، كانت نحو ربع حالات الدخول إلى المستشفيات النفسية تتم بشكل طوعي. وأصبح العلاج مجانيًا منذ سنة 1939 في المصحات التي أُعيدت تسميتها إلى المستشفيات النفسية (بالإنجليزية: Psychiatric Hospitals). كما ارتفعت نسبة الإفراج عن المرضى لبدء اندماجهم في المجتمع بشكل طبيعي، على الرغم من أن هكذا إجراء لم يصبح بعد أمرا معتادا.
في أربعينيات القرن الماضي، اعتُمدت تخصصات ووظائف جديدة في هذا المجال مثل الأخصائي الاجتماعي والمعالج الوظيفي. كانت الكاتبة النيوزيلندية الشهيرة جانيت فريم قد أودعت إحدى هذه المصحات النفسية، حيث شُخصت بشكل خاطئ بأنها تعاني من الفصام. بحلول سنة 1969، كان ربع المرضى النفسيين لا يزالون في مبان تعود إلى حقبة المصحات القديمة، والتي كانت تفتقر إلى التحسينات التصميمية التي شهدتها العقود الخمسين السابقة.
ومنذ ستينيات القرن، بدأت المستشفيات الجديدة تعكس أقرب نظام القرية-المصحة في اسمها وتصميمها، في نمط مُغاير لنمط المصحات القديمة.

### الرعاية المجتمعية
منذ ستينيات القرن العشرين، شُجّع المرضى على تولي مسؤولية رعايتهم بأنفسهم، بحيث يكون ذلك داخل المجتمع. لم تُضف أي أَسِرَّة جديدة في المستشفيات النفسية بعد عام 1973، وذلك بغرض تشجيع نمط الرعاية المجتمعية خارج إطار المستشفيات كأسلوب علاجي للمرضى النفسيين. وقد كان هذا التوجه في جزء منه بغرض تقليل التكاليف، وأيضا بسبب السمعة السيئة التي كانت تحيط بالنظام الاستشفائي. وبحلول تسعينيات القرن العشرين، أُغلقت معظم المستشفيات النفسية، وأحيانا بموافقة المرضى أنفسهم. ولا زال التمويل الحكومي متوفرا، لكن عبر عدد من الوكالات والجمعيات الخيرية. بعد إغلاق هذه المستشفيات، نُقل المرضى إما إلى المستشفيات المتبقية، أو إلى مراكز إيواء ورعاية مجتمعية. كما انتقل الأشخاص ذوو الإعاقات الذهنية للعيش داخل المجتمع بشكل عادي، مع توفير الرعاية من خلال عدد من الوكالات المجتمعية.
شهد عقد التسعينيات أيضا فصل الأشخاص ذوي الإعاقات الذهنية عن خدمات الصحة النفسية، وجرى التركيز بشكل أكبر على الماوري الذين كانوا بنسب عالية ضمن نزلاء مستشفيات الصحة النفسية. ومنذ عام 2012، أضحت لجنة الصحة والإعاقة تتولى مسؤولية الإشراف على تنسيق الأمور المتعلقة بقضايا الصحة النفسية في نيوزيلندا.
سنويا، يُودع حوالي 4000 شخص في نيوزيلندا المستشفيات النفسية على أساس إصابتهم باضطراب نفسي. ومنذ ثمانينيات القرن الماضي، بدأت محاولات لتقليل الصورة النمطية المرتبطة بالمصابين بأمراض نفسية أو على الأقل تسليط الضوء على وضعهم. في 1981، قامت فرقة بلام بلام بلام الموسيقية بالسخرية من الصورة الإيجابية المفرطة لنيوزيلندا من خلال أغنية بعنوان "لا يوجد اكتئاب في نيوزيلندا"، والتي أشارت أيضا إلى استخدام عقار فاليوم.
جون كيروان، وهو لاعب رغبي نيوزيلندي مشهور، تحدث علنا عن معاناته من الاكتئاب، ويُشارك بنشاط في حملات التوعية بالصحة النفسية والاكتئاب في نيوزيلندا. وقد كتب عن تجربته مع الاكتئاب في كتابين نشرهما بعنوان: "الأول بلاكس لا يبكون" (بالإنجليزية: All Blacks Don't Cry) و"قف بجانبي" (بالإنجليزية: Stand by Me).
هناك أيضا إرشادات موجهة لوسائل الإعلام بغرض احترامها عند تناولهم لقضايا الصحة النفسية.

## الأسباب وطرق العلاج
يمكن أن تظهر مشاكل الصحة النفسية لدى الفرد، وتبقى بدون تأثير أو بتأثير طفيف على حياته اليومية. أما الأمراض النفسية فهي قابلة للتشخيص، وتشمل كلا من الاكتئاب والاضطراب ثنائي القطب واضطرابات القلق والاضطراب الوسواسي القهري واضطرابات الأكل واضطرابات ما بعد الصدمة والفصام. لا يشترط أن يكون سبب اضطراب ما بعد الصدمة مرتبطا بالحرب، إلا أن هذا الاضطراب ظهر بشكل ملحوظ لدى الجنود العائدين من مشاركتهم في الحرب على الإرهاب.

## الآثار على الفرد والأسرة والمجتمع
تتراوح آثار ضعف الصحة النفسية ما بين فقدان ساعات العمل في أذناها والانتحار في أقصاها، مما يُلحق الضرر بالمجتمع بأسره. تنتشر الأمراض النفسية في صفوف السجناء بمعدلات أكثر بثلاث مرات من بقية فئات المجتمع. حيث في عام 2015، صرّح 62٪ من السجناء بأنهم عانوا من مشكلة نفسية أو كانوا يتعاطون موادا خلال السنة الماضية. وقد يُعامل الأشخاص الذين مرّوا بمشاكل وأمراض نفسية بشكل غير عادل في سوق العمل.

### انتحار الشباب
على الرغم من أن معدل الانتحار في نيوزيلندا يُعدّ مماثلا لدول مشابهة، إلا أن معدلات الانتحار في صفوف الشباب النيوزيلندي أعلى بكثير مما هو عليه الحال في هذه الدول.
قبل منتصف الثمانينيات، كان معدل الانتحار يزداد مع التقدّم في العمر، إلا أن هذا النمط انعكس بعد ذلك. فبحلول منتصف التسعينيات، تجاوزت معدلات الانتحار لدى الأشخاص الذين تتراوح أعمارهم بين 15 و34 عامًا 25 حالة لكل 100 ألف نسمة، في حين انخفض المعدل لدى من تجاوزوا سن 45 إلى 13 حالة لكل 100 ألف.
انخفض هذا المعدل في عام 2015 ليصل إلى 16.9 لكل 100 ألف، لكنه لا يزال مرتفعًا مقارنة بالمعدلات الاعتيادية.
يُرجع المتخصصون ارتفاع معدلات الانتحار لدى الشباب في نيوزيلندا إلى العديد من الأسباب، والتي من بينها الفقر، وارتفاع معدلات حمل المراهقات، أو بطالة أحد الوالدين أو كليهما. كما تسجّل نيوزيلندا معدلات مرتفعة من حالات التنمر في المدارس.
كما أن تزايد الفوارق الاقتصادية بين فئات المجتمع النيوزيلندي ترافق مع ارتفاع ملحوظ في معدلات انتحار الشباب.

## روابط خارجية
- وزارة الصحة النيوزيلندية
- الصحة النفسية على موقع وزارة الصحة النيوزيلندية[الإنجليزية]
- خدمات الصحة النفسية على موقع وزارة الصحة النيوزيلندية[الإنجليزية]